# Schefflera feriarum
Schefflera feriarum är en araliaväxtart som beskrevs av David Gamman Frodin. Schefflera feriarum ingår i släktet Schefflera och familjen araliaväxter.
Artens utbredningsområde är Filippinerna. Inga underarter finns listade.